# Coventry
Coventry [ˈkɒvəntɹɪ] ist eine englische Industriestadt im Metropolitan County der West Midlands, Vereinigtes Königreich. Sie bildet einen Metropolitan Borough und besitzt den Status einer City. Mit ca. 370.000 Einwohnern belegt Coventry auf der Liste der Städte im Vereinigten Königreich den elften Platz. Coventry liegt 153 Kilometer nordwestlich von London und 39 Kilometer östlich von Birmingham. Coventry ist weiter als jede andere britische Stadt von der Küste entfernt.

## Geschichte
Es wird allgemein davon ausgegangen, dass Coventry 1043 durch die Gründung der Benediktinerabtei durch Leofric, Earl of Mercia, entstanden ist. Die Abtei war bis 1238 der Sitz der Bischöfe von Coventry und danach einer der Sitze der Bischöfe von Lichfield und Coventry. Auf Leofric geht auch die bekannteste Legende aus der Geschichte Coventrys, der nackte Ritt seiner Frau Lady Godiva, zurück.
Bis zum 14. Jahrhundert hatte sich Coventry zu einem der bedeutendsten Zentren des Tuchhandels und zu einer der wichtigsten Städte Englands entwickelt. 1345 wurden der Stadt die Stadtrechte gewährt.
Im Englischen Bürgerkrieg blieb das stark befestigte Coventry fest in den Händen des Parlaments. Die Stadtmauern wurden jedoch nach der Restauration 1662 auf Befehl Charles II geschleift.
Im 18. und 19. Jahrhundert war die Stadt zunächst ein Zentrum der Uhrmacherei. Danach entwickelte sich Coventry ab dem späten 19. Jahrhundert zu einem der Schwerpunkte der Fahrrad- und später der (Verbrennungs-)Motorenproduktion.

### Luftangriff 1940

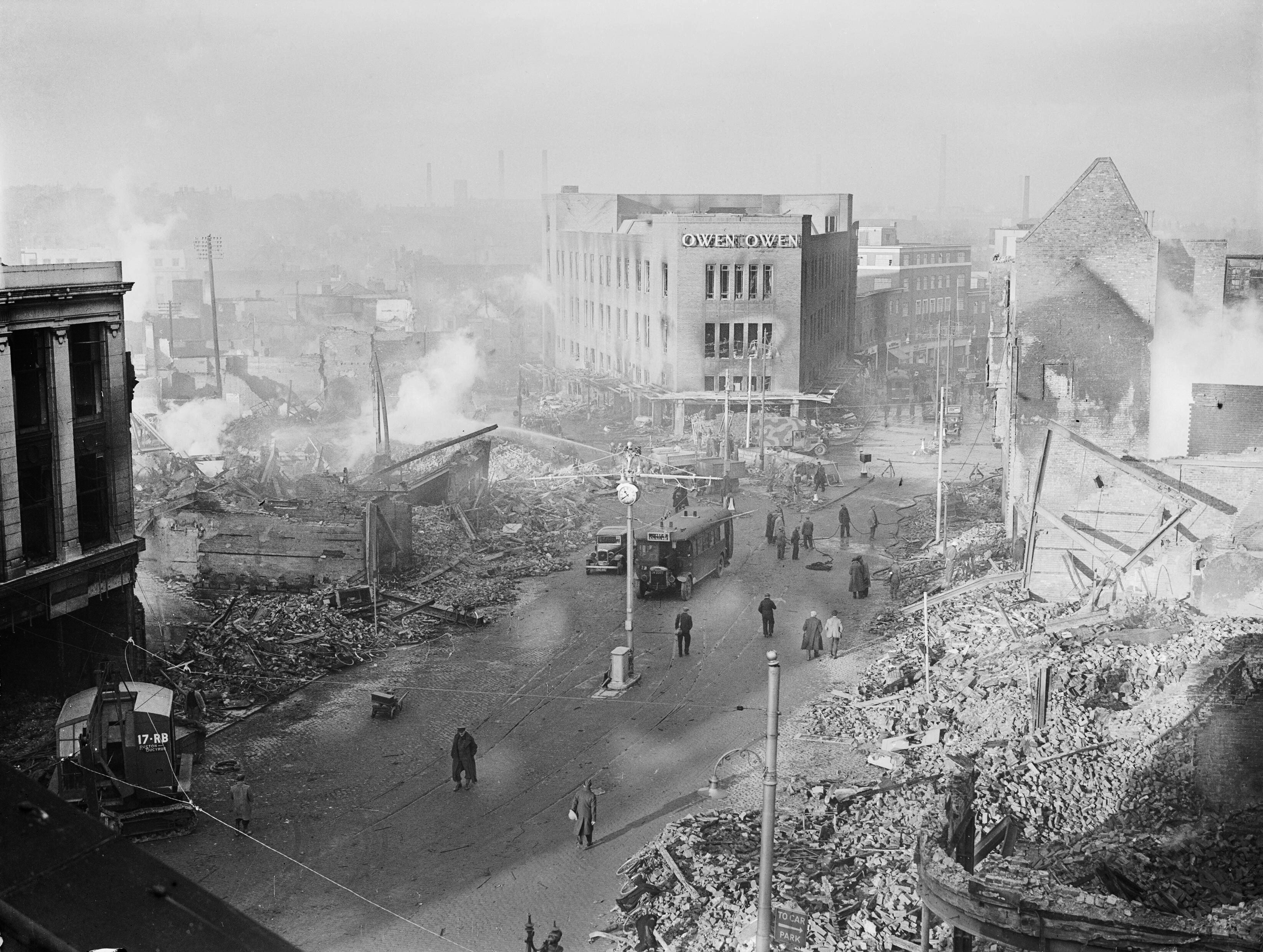
Das Stadtzentrum nach dem deutschen Luftangriff vom 14. November 1940. Hinten die Ruine des Kaufhauses Owen Owen.

Am 14. November 1940 flog die deutsche Luftwaffe unter dem Decknamen Unternehmen Mondscheinsonate auf Coventry einen schweren Bombenangriff. Er galt in erster Linie der am südlichen Rand des Stadtzentrums gelegenen Armstrong Siddeley Parkside factory, einem Flugmotorenwerk des Hawker-Siddeley-Konzerns, aber auch zahlreichen anderen Unternehmen des Maschinen- und Fahrzeugbaus, die in der Stadt auch Rüstungsgüter, wie zum Beispiel die Panzerspähwagen der Daimler Co. Ltd. Aircraft and Engine Factory, fertigten. Weitere Fabriken gehörten zu Rover, Morris (Riley), Alvis, Standard Motor und SS Cars (ab 1945: Jaguar).
Neben großen Teilen der Innenstadt wurden 4330 Häuser und unersetzliche Kulturgüter wie die mittelalterliche St Michael’s Cathedral zerstört. 568 Menschen kamen ums Leben und 850 wurden schwer verletzt. Damit war der Angriff jener, der die meisten Todesopfer aller deutschen Luftangriffe in England forderte. 75 % der Industrieanlagen wurden beschädigt oder völlig vernichtet, was dazu führte, dass viele der unzerstörten oder wiederaufgebauten Betriebe ins Umland ausgelagert wurden.
Aufgrund des hohen Zerstörungsgrades erfand die nationalsozialistische Propaganda den Begriff „Coventrieren“ für die Vernichtung einer Stadt aus der Luft. Die Luftwaffe griff Coventry erneut am 8. April 1941 sowie am 3. August 1942 an, womit die Gesamtanzahl der Opfer in der Stadt auf 1236 Tote und 1746 Verletzte stieg. Ungefähr ein Drittel aller Häuser in Coventry wurden unbewohnbar, und 35 % aller Geschäfte wurden zerstört.
Eine Großstadtlegende besagt, dass Premierminister Winston Churchill bereits vorher von dem Angriff gewusst und nichts unternommen habe, um nicht zu verraten, dass es den Briten bereits seit Anfang 1940 möglich war, die mit der Enigma-Maschine verschlüsselten deutschen Funksprüche zu entziffern. Tatsächlich wusste Churchill zwar, dass ein schwerer Luftangriff bevorstand, aber nicht, welche Stadt das Ziel sein würde.
Trotz der großen Zerstörungen in der Stadt rief Richard Howard, damaliger Domdekan der Pfarrkirche von Coventry, in einer von der BBC direkt aus den Ruinen übertragenen Weihnachtsmesse zur Versöhnung und der Verbannung jeglicher Hass- und Rachegedanken auf. Diese Einstellung führte kurz nach Kriegsende zu einer ersten Städtepartnerschaft Coventrys mit Kiel und 1959 zu einer weiteren mit Dresden, das im Februar 1945 bei den Angriffen der RAF und USAAF ebenfalls zerstört wurde, wobei zwischen 22.700 und 25.000 Menschen ums Leben kamen.
Nach dem Angriff wurde aus Zimmermannsnägeln, die die mittelalterlichen Deckenbalken der Kathedrale zusammengehalten hatten, das Nagelkreuz von Coventry zusammengefügt. Es steht heute auf dem Altar der neuen Kathedrale und gilt als Zeichen der Versöhnung und des Friedens. Weitere Nagelkreuze befinden sich in über 160 Kirchengemeinden weltweit, die zusammen die Nagelkreuzgemeinschaft bilden.

### Nach 1945

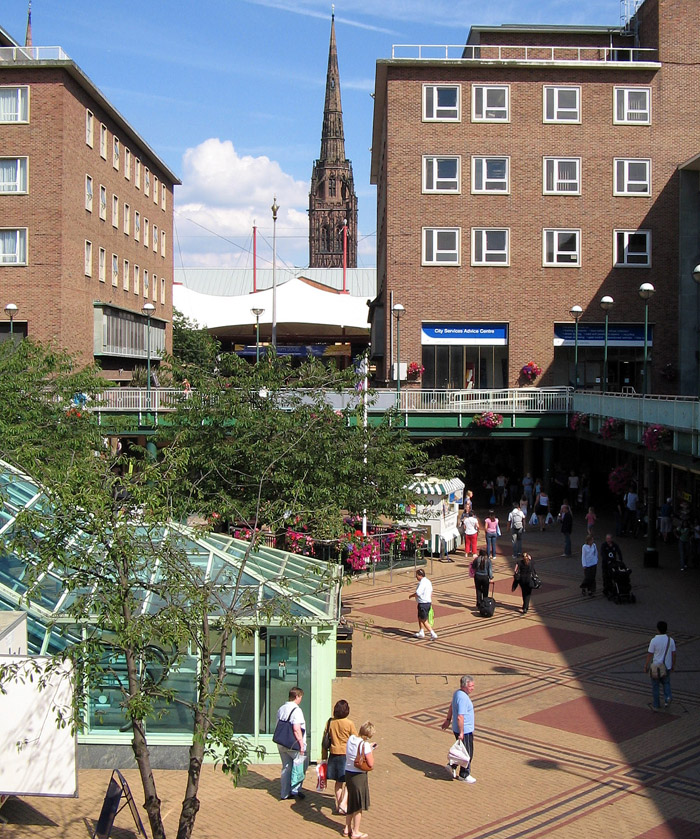
Stadtzentrum von Coventry

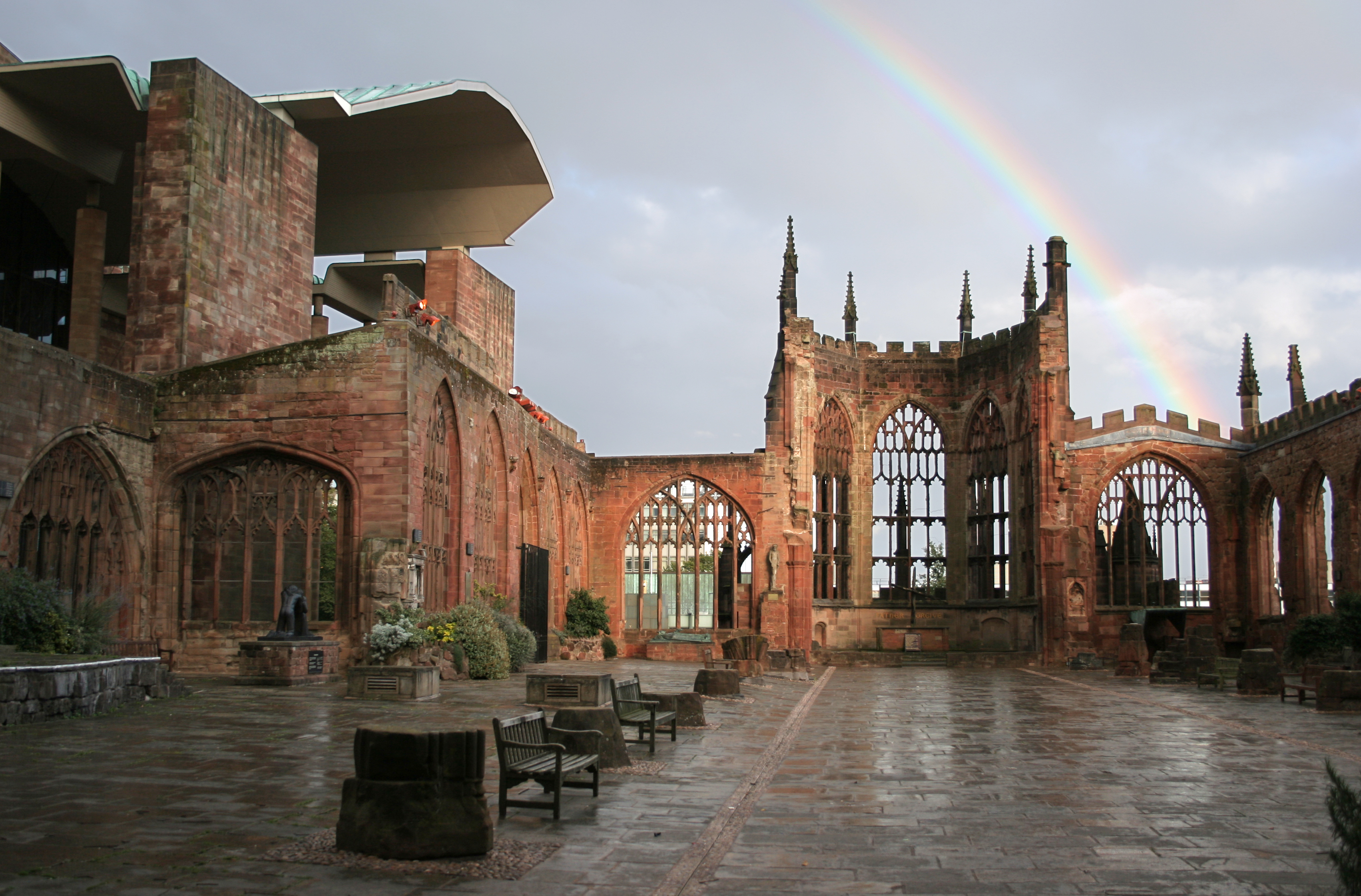
Die Ruinen der alten Kathedrale von Coventry

Die Ruinen der aus dem 14. Jahrhundert stammenden Kathedrale von Coventry wurden nach dem Krieg als Gedenkstätte erhalten. In unmittelbarer Nähe wurde die neue Kathedrale der Stadt errichtet. Zu ihrer Einweihung am 30. Mai 1962 wurde Benjamin Brittens War Requiem uraufgeführt. Die Kathedrale ist seit 1918 der Sitz der modernen Bischöfe von Coventry. In Coventry ist zudem der Sitz der Organisation „Minorities of Europe“.
Nach der Zerstörung großer Teile der Innenstadt wurde das dortige Stadtbild nach dem Krieg komplett neu gestaltet. Deshalb ist die Innenstadt von Coventry heute zu großen Teilen ein Zeugnis der Betonarchitektur der 1950er und 1960er Jahre. Zur Jahrtausendwende wurde allerdings unter dem Namen „Phoenix Initiative“ mit massiven Umgestaltungen und Renovierungen begonnen, was zu einer Verbesserung des Stadtbildes im Vergleich zum Ende des 20. Jahrhunderts führte.
1955 wurde die Stadt mit dem erstmals vergebenen Europapreis für ihre herausragenden Bemühungen um den europäischen Integrationsgedanken ausgezeichnet.
Vor ca. 30 Jahren erlebte Coventry infolge des Baus eines Kraftwerks einen wirtschaftlichen Aufschwung. Die Bevölkerung nahm um 30.000 Einwohner zu. Es waren bis zu 50.000 neue Arbeitsplätze vorgesehen, allerdings wurden nur 40.000 besetzt, davon 10.000 durch bis zum Bau des Kraftwerks noch arbeitslose Bewohner der Stadt.
Das „Sky Building“ ist das höchste Gebäude der Stadt.

## Wappen und Stadtflagge
Wappenbeschreibung: Im von Rot und Grün gespaltenen Schild ein stehender goldener Elefant mit ebensolcher Satteldecke auf der drei goldene gezinnte Türme mit je einem großen Kreuzfenster und Runddach stehen.

Stadtflagge von Coventry

Anlässlich der Ernennung Coventrys zur UK City of Culture (Kulturhauptstadt Großbritanniens) 2021 wurde von der BBC ein Wettbewerb für den Entwurf einer Stadtflagge ausgeschrieben. Der Siegerentwurf wurde am ersten Jahrestag der Ernennung im Dezember 2018 präsentiert. Auf der Flagge ist Lady Godiva dargestellt, flankiert von zwei himmelblauen Blöcken, die den Coventry City Football Club symbolisieren.

## Wirtschaft

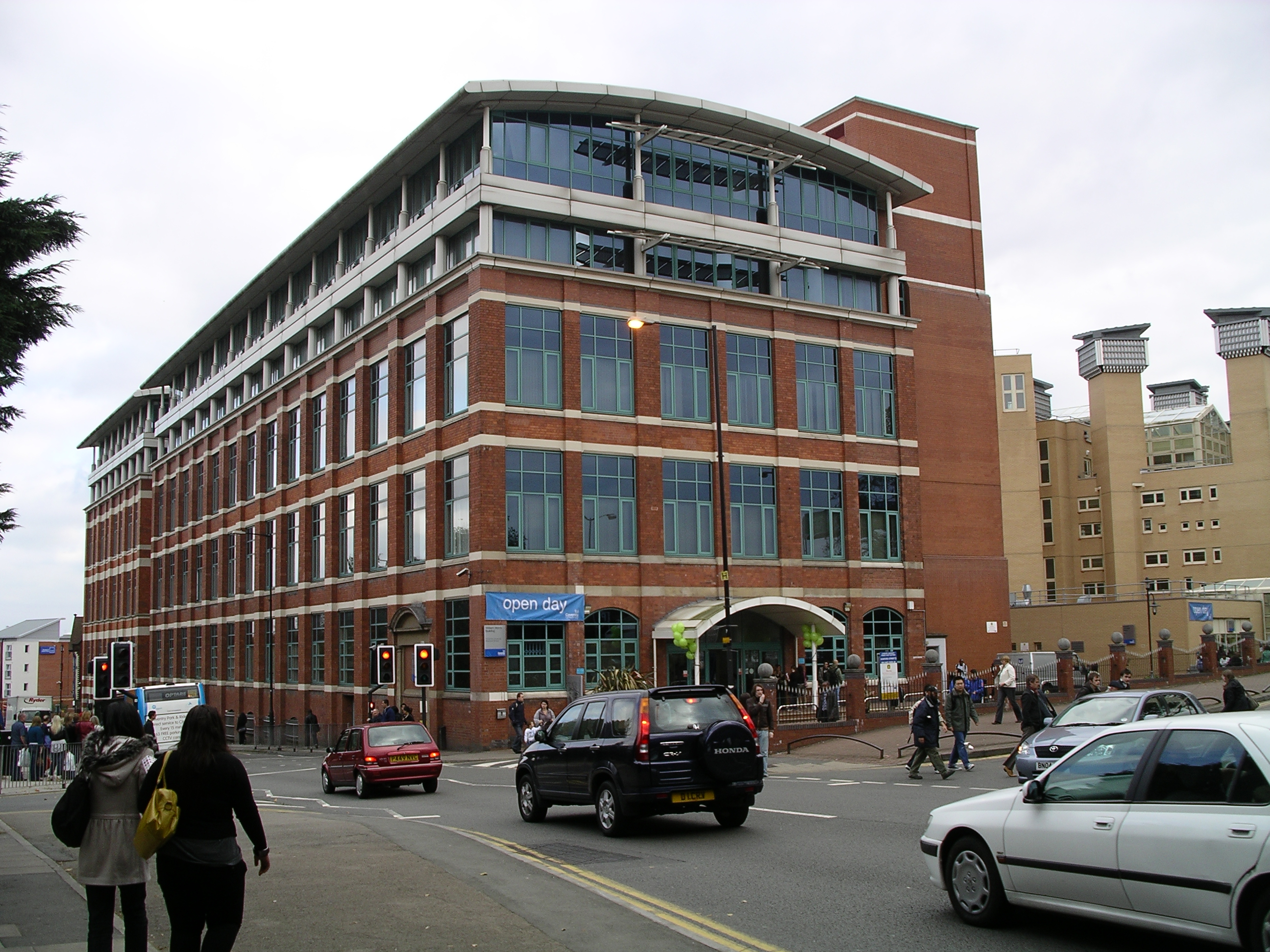
Das ehemalige Morris Motoren- und Getriebewerk ist heute als William Morris Building Teil der Coventry University (Photo 2007)

Die im 12. Jahrhundert erbaute Shut Lane Mill wurde in den 1930er Jahren abgerissen.
Coventry war Zentrum des britischen Fahrzeug- und Motorenbaus. The Triumph Cycle Company baute ab Mitte der 1880er Jahre zunächst Fahrräder und wurde mit der 1902 begonnenen Motorradfertigung nach dem Ersten Weltkrieg zum größten Hersteller Großbritanniens (siehe auch: Triumph Motorcycles). Ab 1923 war die Triumph Motor Company auch Automobilproduzent.
Zur Fertigung von Nutzfahrzeugen wurde 1896 die Daimler Motor Company gegründet. Ab Ende der 1890er Jahre stellten Humber und Riley in Coventry Motorfahrzeuge her. 1903 folgten Standard Motor und die 1904 aus dem Fahrradhersteller Starley & Sutton Co. hervorgegangene Rover Company. 1907 wurde die Deasy Motor Car Manufacturing gegründet (ab 1909 Siddeley Deasy Motor Manufacturing Company Ltd.), die 1919 mit der Fahrzeug- und Motorensparte des Industriekonzerns Armstrong-Whitworth zu Armstrong Siddeley fusionierte. Im gleichen Jahr wurde die T.G. John and Co. Ltd. (Alvis Cars) gegründet.
Während des Ersten Weltkriegs wurde die Einnahme von Saint-Denis bei Paris durch das Deutsche Heer befürchtet. Dort befand sich ein Werk des Rüstungsunternehmens Hotchkiss et Cie, das daraufhin in Coventry ein Werk baute. Dieses wurde 1923 als Morris Engines Ltd. zum Motoren- und Getriebewerk der Morris Motor Company. Das ehemalige Hotchkiss-Werk ist heute Teil der Coventry University (William Morris Building).
1928 siedelte sich die Swallow Coachbuilding Company (ab 1934: SS Cars Ltd) in Foleshill am Nordrand der Stadt an; seit 1945 firmiert das Unternehmen als Jaguar Cars.
In den 1920er Jahren wurde Armstrong-Siddeley zu einem bedeutenden Hersteller von Flugmotoren, der Ende der 1930er Jahre auch eine Gasturbine entwickelte. 1966 übernahm Rolls-Royce die Fabrik von Bristol Siddeley an der Parkside von Coventry. Nach der Schließung dieses Standortes im Jahr 1994 gingen der Stadt weitere Arbeitsplätze im Fahrzeug- und Maschinenbau verloren. Mit der Schließung von Jaguars Browns Lane plant und des Werkes von Peugeot an der Aldermoor Lane haben die letzten beiden Hersteller die Produktion dort eingestellt, so dass seit 2007 keine Pkw mehr in Coventry gebaut werden.
Deshalb ist gegenwärtig die Regeneration von nicht mehr genutzten Industrieflächen und die Ansiedlung von neuen, zukunftsfähigen Unternehmen, vor allem im Dienstleistungsbereich, eine zentrale Herausforderung für die Stadt.

## Verkehr
Durch ihre zentrale Lage verfügt die Stadt über exzellente Verkehrsanbindungen. Coventry ist an die Motorways M6, M69 und M40 angeschlossen und liegt an der West Coast Main Line, der zentralen Eisenbahnlinie von London nach Birmingham. Außerdem gibt es Bahnverbindung in Richtung Nuneaton und Leamington Spa. Vom Pool Meadow Busbahnhof gibt es regelmäßige Busverbindungen nach London, Birmingham und zu den großen Flughäfen im Raum London.
Über den bereits Ende des 18. Jahrhunderts errichteten Coventry-Kanal ist die Stadt an das viktorianische Kanalnetz, die sog. Narrowboat-Kanäle, angebunden, die die ersten leistungsfähigen Transportwege für Massengüter während der industriellen Revolution darstellten. Heute wird dieses Kanalsystem als Freizeitsportbootrevier genutzt.
Der recht unbedeutende Flughafen Coventry hatte kurzfristig durch die Ansiedlung des Billigfliegers Thomsonfly stark an Bedeutung gewonnen, zum Winterflugplan 2008/9 hat sich Thomsonfly aber wieder komplett vom Flughafen zurückgezogen.

## Bildung
In Coventry gibt es zwei Universitäten. Die Coventry University befindet sich auf einem modernen Campus im Stadtzentrum. Die University of Warwick befindet sich 5 km südlich des Stadtzentrums an der Grenze zu Warwickshire. Letztere Universität hat einen exzellenten Ruf und befand sich bisher bei Hochschulvergleichen in Bezug auf Forschung und Qualität der Lehre immer in der Spitzengruppe.
Die Bablake School in Coventry schloss in den 1990er Jahren eine Schulpartnerschaft mit dem Friedrich-Leopold-Woeste-Gymnasium in Hemer.

## Sport
In der Coventry Building Society Arena wurde als wichtiges Ranglistenturnier im Snooker im Jahr 2021 der World Grand Prix ausgetragen.
In Coventry ist der Fußballverein Coventry City beheimatet, der in der zweithöchsten englischen Spielklasse EFL Championship spielt.

## Sehenswürdigkeiten
- Coventry Cathedral: Ehemalige Pfarrkirche St Michael’s, errichtet um 1400, wurde bei der Neugründung der Diözese Coventry 1914 zur Kathedrale erhoben. Die beim Bombenangriff 1940 ausgebrannte und eingestürzte Kirche blieb als Ruine erhalten und wurde in den 1956–1960 errichteten Neubau von Basil Spence und Arup einbezogen.
- Holy Trinity Church (Dreifaltigkeitskirche): Die im 12. Jahrhundert unweit von St Michael’s – der späteren Coventry Cathedral – gegründete Pfarrkirche wurde im 17. Jahrhundert umgebaut (Turm) und 1859 von George Gilbert Scott neugotisch umgestaltet. Die Wandmalereien im Inneren (Jüngstes Gericht) von ca. 1430 wurden zwar schon 1831 entdeckt, aber erst nach einer Restaurierung 2004 bekannt.
- Christchurch steeple: Glockenturm der ehemaligen Klosterkirche der Franziskaner (Greyfriars) aus dem 14. Jahrhundert. Der an der Union Street gelegene Turm ist der einzige Rest der bis ins 13. Jahrhundert zurückgehenden Franziskanerkirche und wurde im 19. Jahrhundert in den Neubau der Christchurch integriert. Die Kirche selber fiel dem Bombenangriff 1940 zum Opfer – wiederum bis auf den mittelalterlichen Turm, in dem sich heute eine Bar befindet.
- Reste von St Mary’s Priory an der Priory Row: Die Fundamente des 1043 von Lady Godiva and Leofric von Mercia gegründeten Priorats wurden schon im 19. Jahrhundert entdeckt und im 20. Jahrhundert ausgegraben. Sie präsentieren sich heute in einer Parkanlage (Priory Gardens) gegenüber der Holy Trinity Church. Das benachbarte Fachwerkhaus („Lychgate Cottages“) in der Priory Row wurde 1648 als Zellenbau des Priorats errichtet.
- St Mary’s Guildhall: In der Bayley Lane unmittelbar südlich der Kathedralruine gelegenes Haus der ehemaligen St Mary’s Gilde. Der 1394–1414 errichtete Sandsteinbau diente später auch als städtisches Waffenlager, als Gefängnis, als Theater (in dem u. a. William Shakespeare auftrat), schließlich als städtisches Schatzhaus.
- Reste der ehem. Stadtbefestigung aus der 2. Hälfte des 14. Jahrhunderts, die 1662 weitgehend beseitigt wurde: Swanswell Gate (Stadttor in der Hales Street, um 1395), und Cook Street Gate aus dem 14. Jahrhundert.
- Charterhouse (Coventry), Reste des Karthäuserklosters von 1385
- Fachwerkhaus Baylay Lane 22, errichtet um 1500 im Tudor-Stil („Grade II“ gelistet).
- Golden Cross: Ältester Pub Coventrys in der Hay Lane im Schatten der Kathedrale gelegen, ein „Grade II“ gelistetes Fachwerkhaus im Tudor-Stil, errichtet 1583.
- Ford’s Hospital: Ein in der Greyfriars Lane gelegenes ehemaliges Armenhaus. Das „Grade I“ gelistete Fachwerkhaus mit malerischem Innenhof wurde 1509 vom Kaufmann William Ford gestiftet und 1517 bzw. 1529 erweitert. Beim Bombenangriff 1940 teilweise eingestürzt wurde es mit dem erhaltenen Originalmaterial 1951–1953 wiederhergestellt.
- Cheylesmore Manor Gatehouse: „Grade II“ gelistetes Torhaus des nicht erhaltenen Cheylesmore Manor im Manor House Drive. Fachwerkhaus aus dem 16. Jahrhundert, heute Standesamt.
- County Hall: Haus des ehemaligen „County Court“, 1783 eröffnet. „Grade II“ gelistetes palladianisches Gebäude in der Cuckoo Lane gegenüber dem Glockenturm der Kathedrale.
- Council House in der Earl Street: Historistischer Verwaltungsbau, errichtet 1913–1917 im Tudorstil.
- Coventry Transport Museum. Das Museum gibt einen umfassenden Überblick über die Automobilbautradition in Coventry.
- Herbert Art Gallery and Museum
- Lunt Fort: Die Rekonstruktion eines römischen Forts.
- Midland Air Museum
- Coventry City Centre: Beherbergt mehrere Shoppingcenter sowie eine klassische Markthalle.
- Skydome: Vergnügungscenter mit Pubs, Discos, Nachtclubs, Kinos, sowie einer Eishalle in der auch die Eishockeyspiele der Coventry Blaze stattfinden.
- Coventry Watch Museum: Uhren- und Heimatmuseum in einem historischen Gebäude der Spon Street.
- 2-Tone Village

## Partnerstädte
Städtepartnerschaften bestehen mit folgenden Städten:
- Coventry in Connecticut, Vereinigte Staaten
- Coventry in New York, Vereinigte Staaten
- Coventry in Rhode Island, Vereinigte Staaten
- Arnhem, Niederlande
- Belgrad, Serbien
- Bologna, Italien
- Caen, Frankreich
- Cork, Irland
- Cornwall, Kanada
- Dresden, Deutschland
- Dunaújváros, Ungarn
- Galați, Rumänien
- Granby, Kanada
- Graz, Österreich
- Jinan, Volksrepublik China
- Kecskemét, Ungarn
- Kiel, Deutschland
- Kingston, Jamaika
- Lidice, Tschechien
- Ostrava, Tschechien
- Parkes, Australien
- Saint-Étienne, Frankreich
- Sarajevo, Bosnien-Herzegowina
- Warschau, Polen
- Windsor, Kanada
- Wolgograd, Russland

Inoffizielle freundschaftliche Beziehungen bestehen zu:
- Meschede, Deutschland
- Vannes, Frankreich

## Söhne und Töchter der Stadt
- John Marston (1576–1634), Dramatiker und Schriftsteller
- John Davenport (1597–1670), Puritaner
- Ellen Terry (1847–1928), Bühnenschauspielerin
- Rhoda Holmes Nicholls (1854–1930), englisch-amerikanische Malerin und Kunstlehrerin
- Siegfried Bettmann (1863–1951), Unternehmer und Bürgermeister
- Nat Robinson (1878–1929), Fußballtorhüter
- Sammy Newsome (1901–1970), Autorennfahrer
- Edward Thomas Copson (1901–1980), Mathematiker
- Frank Whittle (1907–1996), Pilot, Erfinder und Geschäftsmann
- Peter Lunn (1914→2011), Skirennläufer und Geheimdienstmitarbeiter
- Henry George Webster (1917–2007), Automobil-Ingenieur
- Denis Matthews (1919–1988), Pianist, Musikpädagoge und -wissenschaftler
- Norman Dewis (1920–2019), Test- und Autorennfahrer
- Johnny Gray (1920–2014), Saxophonist
- Philip Larkin (1922–1985), Dichter, Autor und Jazzkritiker
- Eileen Sheridan (1923–2023), Radsportlerin
- Anthony Farrar-Hockley (1924–2006), Militärhistoriker und General der British Army
- Nigel Hawthorne (1929–2001), Schauspieler
- Charles Kay (1930–2025), Schauspieler
- Billie Whitelaw (1932–2014), Schauspielerin
- Delia Derbyshire (1937–2001), Musikerin und Produzentin
- Frank Ifield (1937–2024), Popsänger
- Lesley „Les“ Searle (* 1937), Jazzmusiker und Komponist
- John Harris (1938–2021), Autorennfahrer
- Brian Kilby (1938–2024), Marathonläufer
- Tony Southgate (* 1940), Ingenieur, Rennwagen-Konstrukteur und Gründungsmitglied des Arrows-Teams
- Bill Adcocks (* 1941), Marathonläufer
- John Judd (* 1942), Rennmotorenkonstrukteur
- Brian Ferneyhough (* 1943), Komponist
- Don Fardon (* 1943), Popsänger
- Pete Waterman (* 1947), Musikproduzent, Songwriter, Radio- und Club-DJ
- Chris Dodd (* 1951), Radrennfahrer
- Jonathan N. Tubb (1951–2023), vorderasiatischer Archäologe und Kurator am British Museum
- Bob Ainsworth (* 1952), Politiker
- David Moorcroft (* 1953), Leichtathlet
- Malcolm Rose (* 1953), Jugendbuchautor
- Lee Child (* 1954), britisch-US-amerikanischer Thrillerautor
- Kevin Warwick (* 1954), Kybernetik-Professor
- Hazel O’Connor (* 1955), Sängerin und Schauspielerin
- Iain Pears (* 1955), Kunsthistoriker und Schriftsteller
- Margot James (* 1957), Politikerin
- Terry Hall (1959–2022), Popsänger
- David Parker (1959–2010), Schwimmer
- Angela Bailey (1962–2021), Sprinterin und Olympiateilnehmerin
- Theresa Mary Griffin (* 1962), britische Politikerin
- Laura Davies (* 1963), Golferin
- Clint Mansell (* 1963), Musiker und Filmkomponist
- Mark Barrowcliffe (* 1964), Autor
- Clive Owen (* 1964), Theater- und Filmschauspieler
- Graham Alexander (* 1971), schottischer Fußballspieler
- Dominic Dale (* 1971), Snookerspieler
- Billie Myers (* 1971), Singer-Songwriterin
- Marlon Devonish (* 1976), Sprinter und Staffel-Olympiasieger
- Jill Pittard (* 1977), Badmintonspielerin
- Sinead Matthews (* 1980), Schauspielerin
- Ian Bell (* 1982), Cricketspieler
- Gary McSheffrey (* 1982), Fußballspieler
- Kelly Massey (* 1985), Sprinterin
- Sian Massey-Ellis (* 1985), Fußballschiedsrichterassistentin
- Cal Crutchlow (* 1985), Motorradrennfahrer
- Joel Fearon (* 1988), Bobfahrer und Sprinter
- Jen Ledger (* 1989), Sängerin und Schlagzeugspielerin
- James Collins (* 1990), englisch-irischer Fußballspieler
- Fontaine Wright (* 1990), Badmintonspielerin
- Jennifer Veal (* 1991), Schauspielerin
- Callum Wilson (* 1992), Fußballspieler
- Soumeya Anane (* 1993), Tennisspielerin
- James Maddison (* 1996), Fußballspieler
- Chelsie Giles (* 1997), Judoka
- Josh Ginnelly (* 1997), Fußballspieler
- Ryan Strain (* 1997), australischer Fußballspieler
- Jake Stewart (* 1999), Radrennfahrer
- Leon James (* 2001), Fußballspieler
- Charlie McCann (* 2002), nordirischer Fußballspieler

## Trivia
Im Englischen existiert die Redewendung „to send someone to Coventry“, die so viel bedeutet wie „jemanden ins Abseits stellen“ oder „jemanden links liegen lassen“. Angeblich geht diese Redewendung auf Gefangene zurück, die während des Englischen Bürgerkriegs in Coventry interniert waren und die durch die Stadtbevölkerung zwar mit Lebensmitteln versorgt wurden, ansonsten aber völlig isoliert blieben.